# Amtsgericht Medebach

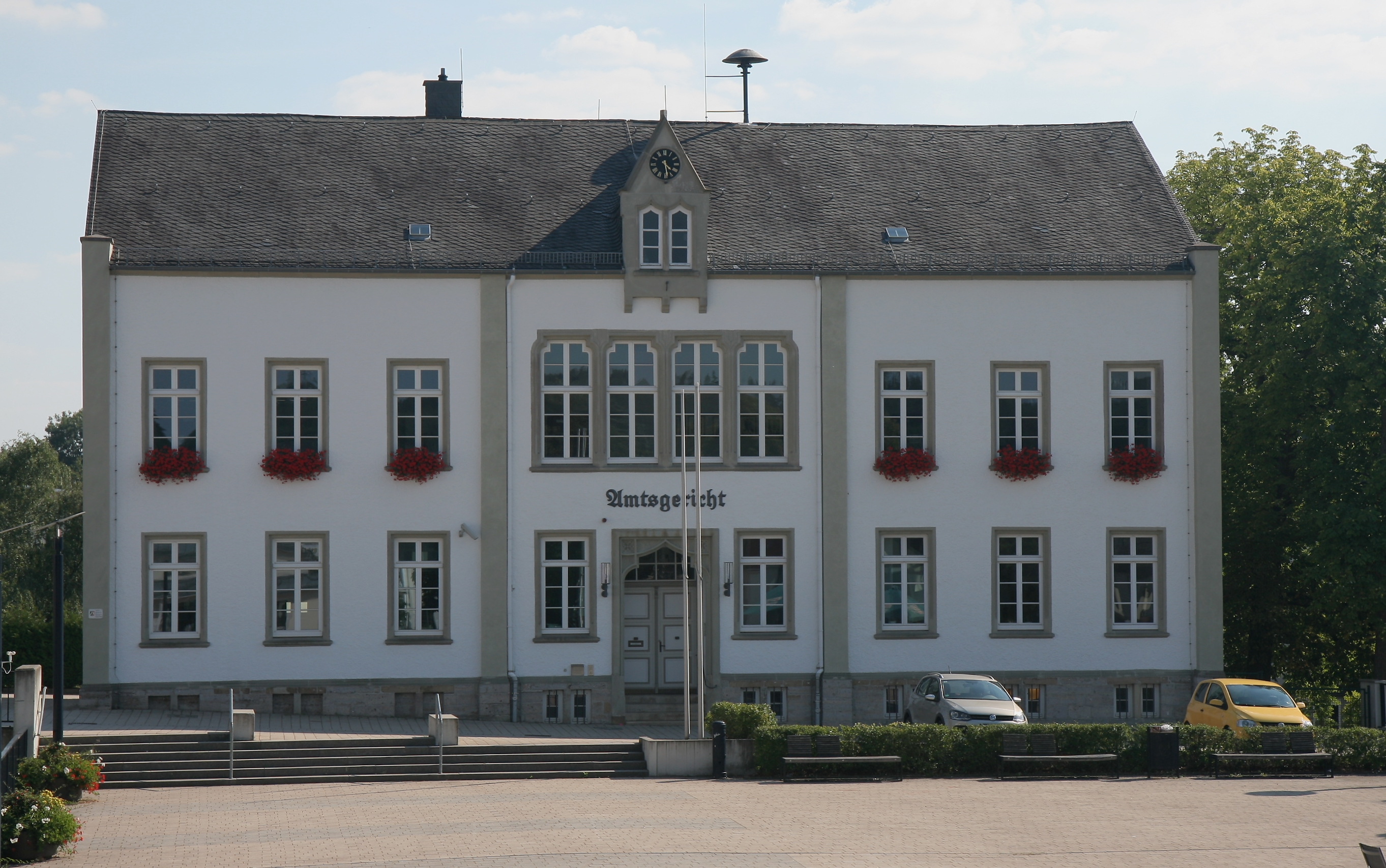
Gerichtsgebäude (2015)

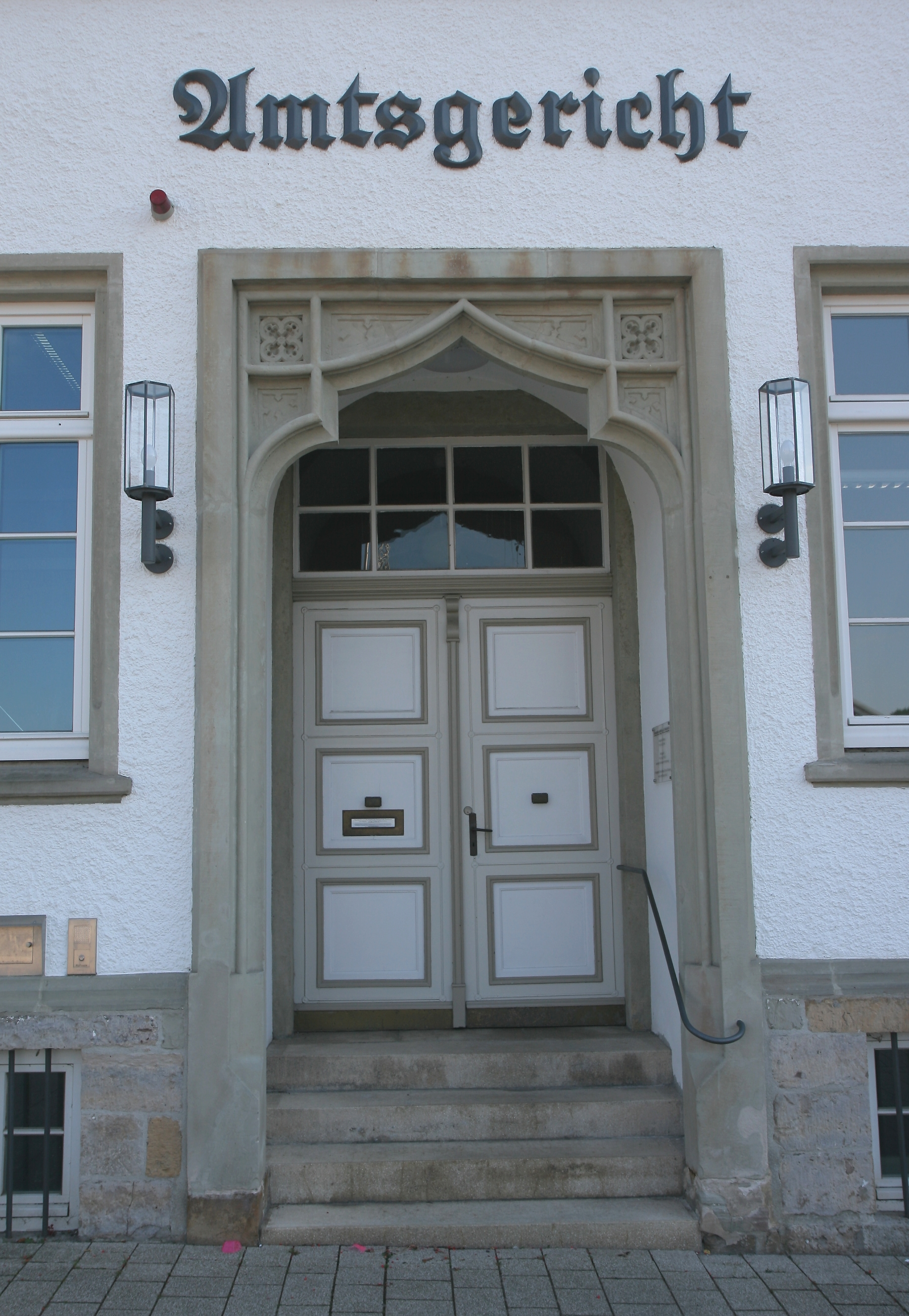
Portal (2015)

Das Amtsgericht Medebach ist ein Gericht der ordentlichen Gerichtsbarkeit und eines von zehn Amtsgerichten im Bezirk des Landgerichts Arnsberg.

## Gerichtssitz und -bezirk
Das Gericht hat seinen Sitz in der Hansestadt Medebach im Sauerland. Der knapp 340 km² große Gerichtsbezirk umfasst das Gebiet der Städte Medebach, Hallenberg und Winterberg mit insgesamt rund 27.000 Einwohnern. Für Familien-, Schöffen- und Landwirtschaftssachen aus dem Bezirk des Amtsgerichts (AG) Medebach ist das Amtsgericht Brilon, für Mahnsachen das Amtsgericht Hagen zuständig. Das Handels-, das Genossenschafts- und das Vereinsregister werden beim Amtsgericht Arnsberg geführt, das auch Insolvenzgericht ist.

## Gebäude
Das Gericht ist im Haus Marktstraße 2 untergebracht. Das Gebäude wurde 1853 erbaut und steht heute unter Denkmalschutz.

## Geschichte
Von 1849 bis 1879 bestand in Medebach die Gerichtsdeputation bzw. Gerichtskommission Medebach des Kreisgerichts Brilon im Sprengel des Appellationsgerichts Arnsberg. Im Rahmen der Reichsjustizgesetze wurden 1879 reichsweit einheitlich Oberlandes-, Land- und Amtsgerichte gebildet. Das königlich preußische Amtsgericht Medebach wurde mit Wirkung zum 1. Oktober 1879 als eines von 19 Amtsgerichten im Bezirk des Landgerichtes Arnsberg im Bezirk des Oberlandesgericht Hamm gebildet. Der Sitz des Gerichts war die Stadt Medebach. Sein Gerichtsbezirk umfasste aus dem Landkreis Brilon die Stadtbezirke Winterberg und Hallenberg und die Ämter Hallenberg, Medebach und Niedersfeld. Am Gericht bestanden 1880 zwei Richterstellen. Das Amtsgericht war damit ein mittelgroßes Amtsgericht im Landgerichtsbezirk. Gerichtstage wurden in Hallenberg und Winterberg gehalten.

## Übergeordnete Gerichte
Das dem Amtsgericht Medebach übergeordnete Landgericht ist das Landgericht Arnsberg. Zuständiges Oberlandesgericht ist das Oberlandesgericht Hamm.